# Bulgarische Bibliothek
Die Bulgarische Bibliothek ist eine von dem Balkanologen und Bulgaristen Gustav Weigand in Leipzig begründete Buchreihe. Sie erschien im Verlag Dr. Iwan Parlapanoff (1874–1958) von 1916 bis 1919. Insgesamt erschienen neun Bände. Sie widmeten sich verschiedenen bulgaristischen Themen, darunter die bulgarischen Volkslieder von Pentscho Slawejkow.
Diese Reihe wird seit 1996 „im Sinne Gustav Weigands“ durch die Deutsch-Bulgarische Gesellschaft als Bulgarische Bibliothek – Neue Folge fortgesetzt.

## Übersicht
- Band 1 Anastas Ischirkow: Bulgarien. Land und Leute. I. Teil: Allgemeines, Paläogeographie, Oberflächengestaltung, Klima, Pflanzenleben, Tierwelt. Leipzig 1916
- Band 2 Anastas Ischirkow: Bulgarien. Land und Leute. II. Teil: Bevölkerung, Volkswirtschaft, Siedelungsverhältnisse. Leipzig 1917
- Band 3 Jordan Dantschoff: Das Eisenbahnwesen in Bulgarien. Leipzig 1917
- Band 4 Michail Arnaudow: Die bulgarischen Festbräuche. 1917 (Weihnachten (Koleda), Neujahr (Nowa Godina), Fastnacht und Mummenschanz (Kukeri), Lazarustag und Palmsonntag (Lasarnitza, Wrabnitza), Georgstag, German, Feuertänzer (Nestinari), Russalien, Regenmädchen (Peperuda), Johannistag (Jenewden), Hundstage und Eliastag (Goreschtnitzi und Ilinden), Herbstsaat etc.)
- Band 5 Wassil Nikolow Slatarski: Geschichte der Bulgaren. I. Teil: Von der Gründung des bulgarischen Reiches bis zur Türkenzeit (679–1396). Leipzig 1918
- Band 6 Wassil Nikolow Slatarski: Geschichte der Bulgaren. II. Teil: Vom Beginn der Türkenzeit bis zur Gegenwart. Leipzig 1917
- Band 7 Bogomil M. Radoslavov: Der Bergbau in Bulgarien. übers. von Gustav Weigand. Leipzig 1919
- Band 8 Petko Jurdanow Todorow: Skizzen und Idyllen. Leipzig 1919
- Band 9 Pentscho Slawejkoff: Bulgarische Volkslieder. übertr. von Georg Adam. Leipzig 1919